# Horna (Antarktika)
Die Horna (norwegisch für Hörner) sind eine Gruppe von fünf Nunatakkern im ostantarktischen Königin-Maud-Land. In der Sør Rondane ragen sie an der Bergersenfjella westlich des Byrdbreen auf. Zu der Gruppe gehören die Nunatakker Høghornet, Nebbhornet, Butthornet, Skolten und Nyvla.
Wissenschaftler des Norwegischen Polarinstituts benannten sie 1988 deskriptiv.